# Mordellistena micans
Mordellistena micans is een keversoort uit de familie spartelkevers (Mordellidae). De wetenschappelijke naam van de soort is voor het eerst geldig gepubliceerd in 1817 door Germar.